# Durbec de Somàlia
El durbec de Somàlia (Rhynchostruthus louisae) és una espècie d'ocell de la família dels fringíl·lids (Fringillidae) endèmic de Somàlia septentrional.

## Descripció
- Fa uns 14.5 cm de llargària, amb bec i potes negres.
- Mascles de color general gris-marró amb màscara fosca. Grans taques grogues a les ales i la cua.
- Femelles similars als mascles, encara que una mica més apagades.

## Hàbitat i distribució
Habita zones boscoses i de matoll de les muntanyes properes a la costa nord de Somàlia.

## Taxonomia
No es reconeixen subespècies. Tradicionalment considerat una subespècie de Rhynchostruthus socotranus, actualment és reconegut com una espècie de ple dret.